# あしたもげんきくん
『あしたもげんきくん』は、1992年4月7日から1999年3月12日までNHK教育テレビジョンで放送されていた小学校1年生向けの学校放送（教科：生活科）である。
番組の終了後、小学校1年生向けの本番組と小学校2年生向けの『キッズチャレンジ』を統合した後継番組『それゆけこどもたい』がスタートした。

## 概要
「げんきくん」が各地の小学校を訪ね、特定のミッションを与える。当番組では子どもたちは様々な試行錯誤をしながらそれを達成してゆく過程をドキュメンタリー形式で描く。
出演する子どもは基本的にその小学校の1年生全員であるが、収録の都合で特定の1クラスに焦点が当てられることが多い。収録場所もミッション内容に応じて小学校、公園、山林などバラエティに富む。
ミッション内容としては「××で遊ぶ」といった「遊び」中心のものと「××を作る」という工作中心のもののいずれかが多い。げんきくんは子どもたちの中心となって遊びや工作の指導役として積極的にリーダーシップを取る。回によっては地域の住民やその分野の専門家がアドバイス役として出演する。

## 放送時間
| 期間                         | 放送時間             |
| ---------------------------- | -------------------- |
| 1992年4月7日 - 1999年3月23日 | 火曜日 11:00 - 11:15 |

別の時間帯での再放送あり。

## 出演者
- げんきくん - 好田タクト（初代、1992年度 - 1994年度）[6]

天才発明家を父親に持つ青年と言う設定で、ネコの顔が描かれた赤いジャケットを着用。
- げんきくん - 星山達朗（二代目、1995年度 - 1998年度）
- げんきボックス

## 放送リスト

### 1992年度
| 回 | タイトル             | 放送日         |
| -- | -------------------- | -------------- |
| 1  | あたらしいともだち   | 1992年04月7日  |
| 2  | がっこうたんけんだ   | 1992年04月21日 |
| 3  | がっこうにいくみち   | 1992年05月12日 |
| 4  | たねをまこう         | 1992年05月26日 |
| 5  | こうえんであそぼう   | 1992年06月09日 |
| 6  | どうぶつとともだち   | 1992年06月23日 |
| 7  | どろんこであそぼう   | 1992年07月07日 |
| 8  | ごちそうができたよ   | 1992年09月01日 |
| 9  | おつかいにいこう     | 1992年09月16日 |
| 10 | くさばなであそぼう   | 1992年09月29日 |
| 11 | あきのむしをさがせ   | 1992年10月13日 |
| 12 | きょうはおうちで     | 1992年10月27日 |
| 13 | おちばをあつめろ     | 1992年11月10日 |
| 14 | カレンダーだよ       | 1992年11月24日 |
| 15 | もうすぐふゆがくる   | 1992年12月08日 |
| 16 | わたしのおしょうがつ | 1993年01月12日 |
| 17 | さむさにまけないぞ   | 1993年01月26日 |
| 18 | おもちゃをつくろう   | 1993年02月09日 |
| 19 | おじいさんおばあさん | 1993年02月23日 |
| 20 | もうすぐ2ねんせい    | 1993年03月09日 |

### 1993年度
| 回 | タイトル             | 初回放送日     |
| -- | -------------------- | -------------- |
| 1  | ともだちつくろう     | 1993年04月06日 |
| 2  | がっこうのいきかえり | 1993年04月20日 |
| 3  | きょうはたねまき     | 1993年05月11日 |
| 4  | かわいいどうぶつ     | 1993年05月25日 |
| 5  | がっこうたんけん     | 1993年06月08日 |
| 6  | どろんこだぞ         | 1993年07月06日 |
| 7  | サラダ・パーティー   | 1993年08月31日 |
| 8  | まだつかえるよ       | 1993年09月14日 |
| 9  | あきのむし           | 1993年10月12日 |
| 10 | うちのひと           | 1993年10月26日 |
| 11 | おどろうよ           | 1993年11月09日 |
| 12 | おちばと木のみ       | 1993年11月24日 |
| 13 | おしょうがつがくる   | 1993年12月07日 |
| 14 | むかしのあそび       | 1994年01月25日 |
| 15 | ゆきのなかで         | 1994年02月15日 |
| 16 | はるはそこまで       | 1994年03月08日 |

### 1994年度
| 回 | タイトル           | 初回放送日     |
| -- | ------------------ | -------------- |
| 1  | はじめまして       | 1994年04月05日 |
| 2  | みどりのなかへ     | 1994年06月07日 |
| 3  | おおきな え        | 1994年06月21日 |
| 4  | うみべであそぼう   | 1994年07月05日 |
| 5  | へーんしん!        | 1994年08月30日 |
| 6  | みんなたからもの   | 1994年09月13日 |
| 7  | くだものいっぱい   | 1994年09月27日 |
| 8  | うちの人           | 1994年10月25日 |
| 9  | おちばのくにで     | 1994年11月08日 |
| 10 | おそうじ大さくせん | 1994年12月06日 |
| 11 | おふろ大すき       | 1995年01月24日 |
| 12 | ふゆのもり         | 1995年02月07日 |
| 13 | はるがくる         | 1995年03月07日 |

### 1995年度
| 回 | タイトル                | 初回放送日     |
| -- | ----------------------- | -------------- |
| 1  | はじめまして            | 1995年04月11日 |
| 2  | きょうから いちにんまえ | 1995年04月25日 |
| 3  | がっこうたんけん        | 1995年05月16日 |
| 4  | はたけにいこう          | 1995年05月30日 |
| 5  | かわいいどうぶつ        | 1995年06月13日 |
| 6  | みどりのなかへ          | 1995年06月27日 |
| 7  | みずあそび              | 1995年07月11日 |
| 8  | くさばなであそぼう      | 1995年08月29日 |
| 9  | まだつかえるよ          | 1995年09月19日 |
| 10 | くだものいっぱい        | 1995年10月03日 |
| 11 | あきのむしさがし        | 1995年10月17日 |
| 12 | うちのひと              | 1995年10月31日 |
| 13 | おちばのくに            | 1995年11月14日 |
| 14 | おどろうよ              | 1995年11月28日 |
| 15 | むかしのあそび          | 1995年12月12日 |
| 16 | ちょっぴりおとな        | 1996年01月09日 |
| 17 | ふゆだいすき            | 1996年01月23日 |
| 18 | へーんしん              | 1996年02月06日 |
| 19 | わたしのゆめ            | 1996年02月20日 |
| 20 | 2ねんせいになったら     | 1996年03月05日 |

### 1996年度
| 回 | タイトル             | 初回放送日     |
| -- | -------------------- | -------------- |
| 1  | がっこうのいきかえり | 1996年04月23日 |
| 2  | たねまき             | 1996年05月28日 |
| 3  | みどりとともだち     | 1996年06月11日 |
| 4  | あめのひもげんき     | 1996年06月25日 |
| 5  | うみにいこう         | 1996年08月27日 |
| 6  | やさいができた       | 1996年09月17日 |
| 7  | おもちゃをつくろう   | 1996年10月01日 |
| 8  | むしさがし           | 1996年10月15日 |
| 9  | つるであそぼう       | 1996年10月29日 |
| 10 | おたよりとどくかな   | 1996年12月10日 |
| 11 | これもたこだよ       | 1997年01月07日 |
| 12 | ともだちのいえ       | 1997年01月21日 |
| 13 | げきあそび           | 1997年02月18日 |

### 1997年度
| 回 | タイトル           | 初回放送日     |
| -- | ------------------ | -------------- |
| 1  | やさいをつくろう   | 1997年04月22日 |
| 2  | どうぶつとなかよし | 1997年05月13日 |
| 3  | なかよくあそぼう   | 1997年06月10日 |
| 4  | できることさがし   | 1997年06月24日 |
| 5  | とんぼとり         | 1997年09月16日 |
| 6  | つつむ・むすぶ     | 1997年09月30日 |
| 7  | いもほり           | 1997年10月14日 |
| 8  | ゲームをつくろう   | 1997年10月28日 |
| 9  | あきとあそぼう     | 1997年11月11日 |
| 10 | おみせやさん       | 1997年11月25日 |
| 11 | かたづけめいじん   | 1997年12月09日 |
| 12 | おしょうがつ       | 1998年01月06日 |
| 13 | ふゆにまけるな     | 1998年02月03日 |
| 14 | おもいですごろく   | 1998年02月17日 |
| 15 | わたしのゆめ       | 1998年03月03日 |

### 1998年度
| 回 | タイトル           | 放送日         |
| -- | ------------------ | -------------- |
| 1  | ともだちいっぱい   | 1998年04月7日  |
| 2  | あめがふったら     | 1998年06月09日 |
| 3  | のはらであそぼう   | 1998年08月25日 |
| 4  | かけっこがんばれ   | 1998年09月29日 |
| 5  | むしのどうぶつえん | 1998年10月13日 |
| 6  | ごちそう できた    | 1998年11月24日 |
| 7  | ことりとなかよし   | 1999年01月05日 |
| 8  | すべってころんで   | 1999年02月02日 |
| 9  | もうすぐはる       | 1999年03月02日 |

## テーマ曲
きょうからいちにんまえ
作詞：織田ゆり子、作曲：上条はじめ 、歌：相原勇